# Asellus (Asellus) ezoensis
Asellus (Asellus) ezoensis is een pissebed uit de familie Asellidae. De wetenschappelijke naam van de soort is voor het eerst geldig gepubliceerd in 1962 door Matsumoto.